# Vanessa Villela
Vanessa Villela (Mexikóváros, 1978. január 28. –) mexikói–amerikai színésznő.

## Élete és pályafutása
1978. január 28-án született Mexikóvárosban. Gyermekkorában kezdett színészkedni, 1982-ben debütált a képernyőn a Chiquilladas című sorozatban, ahol 1985-ig játszott. 1991-ben igazolt a Televiához, és megkapta Andrea szerepét a Muchachitas című sorozatban. 1992-ben a Mágica juventud című szériában alakította Alicia szerepét. 1997-ben Sara szerepét játszotta az Amada enemiga című telenovellában, melyben olyan színészekkel szerepelt, mint Dominika Paleta, vagy Susana Dosamantes. 1998-ban a Gotita de amor-ban játszotta Naida szerepét. 1999-ben a TV Azteca alkotásában, a Romántica obsesión-ban szerepelt.
2000-ben a Ellas, inocentes o culpables című telenovellában kapta meg Cristina szerepét. 2001-ben Cynthia Rico karakterét formálta meg a El amor no es como lo pintan című sorozatban. A 2002-es évben a Súbete a mi moto című telenovellában kapott szerepet, melyben Renata szerepét játszotta. 2003-ban a Un nuevo amor című szériában szerepelt, itt Karina Gutiérrezt személyesítette meg a képernyőn.
2005-ben megkapta Ángéla Donoso szerepét a Második élet című sorozatban. Ebben a telenovellában Vanessa együtt játszhatott Mario Cimarroval, Lorena Rojasal, és Martín Karpannal. A forgatások alatt Vanessa és kollégája, Mario Cimarro olyannyira összebarátkoztak, hogy később egy párt alkottak, és együtt vannak a mai napig. Még ebben az évben szerepelt a Decisiones és a Tres című sorozatokban.
2006-ban a Szerelempiac című sorozatban alakította Mónica Savater/Raquel Savater karakterét. 2007-ben a Tiempo final című telenovellában kapta meg María szerepét. 2011-ben az Eva Lunában alakította Victoria Arismendi szerepét, ezúttal gonosz karaktert megszemélyesítve a képernyőn. Ebben az évben még szerepelt a Csoda Manhattanben című sorozatban is, melyben Sara Monterót személyesítette meg.

## Filmográfia

### Filmek
- Tres: Jacinda (Debütáló film) (2005)
- En Altamar: Isabel (2018)

### Televíziós szerepek
| Év        | Eredeti Cím                  | Cím                          | Szerep                          | Magyar hang    |
| --------- | ---------------------------- | ---------------------------- | ------------------------------- | -------------- |
| 1991      | Muchachitas                  |                              | Tanuló                          |                |
| 1992      | Mágica juventud              |                              | Alicia                          |                |
| 1997      | Mujer, Casos de la Vida Real | Mujer, Casos de la Vida Real | Ismeretlen szerep               |                |
| 1997      | Amada enemiga                |                              | Sara                            |                |
| 1998      | Gotita de amor               |                              | Naida                           |                |
| 1999      | Romántica obsesión           | Romántica obsesión           | Leticia                         |                |
| 2000      | Ellas, inocentes o culpables |                              | Cristina                        |                |
| 2000–2001 | El amor no es como lo pintan | Másnak tűnő szerelem         | Cynthia Rico                    | Kökényessy Ági |
| 2001      | Lo que callamos las mujeres  | Lo que callamos las mujeres  | Julio szeretője                 |                |
| 2002–2003 | Súbete a mi moto             |                              | Renata                          |                |
| 2003      | Un nuevo amor                |                              | Karina                          |                |
| 2005–2006 | El Cuerpo Del Deseo          | Második élet                 | Ángela Donoso                   | Mezei Kitty    |
| 2006–2007 | Amores de mercado            | Szerelempiac                 | Mónica Savater / Raquel Savater |                |
| 2008      | Tiempo final                 | Tiempo final                 | María                           |                |
| 2010–2011 | Eva Luna                     | Eva Luna                     | Victoria Arismendi              | Zakariás Éva   |
| 2011–2012 | Maid in Manhattan            | Csoda Manhattanben           | Sara Montero                    | Major Melinda  |
| 2014      | En otra piel                 | En otra piel                 | Elena Serrano                   |                |
| 2016–2017 | El Señor de los Cielos       | El Señor de los Cielos       | Emiliana Contreras              |                |
| 2016      | El Chema                     | El Chema                     | Emiliana Contreras              |                |
| 2017      | Milagros de Navidad          | Milagros de Navidad          | Margaret Anderson               |                |
| 2021      | Selling Sunset               | Selling Sunset               | Önmaga                          |                |

## Színház
- El protagonista (2002)

## Fordítás
- Ez a szócikk részben vagy egészben  a   Vanessa Villela című angol Wikipédia-szócikk fordításán alapul.  Az eredeti cikk szerkesztőit annak laptörténete sorolja fel. Ez a jelzés csupán a megfogalmazás eredetét és a szerzői jogokat jelzi, nem szolgál a cikkben szereplő információk forrásmegjelöléseként.